# 厚木中央高等学校
厚木中央高等学校（あつぎちゅうおうこうとうがっこう）は、神奈川県厚木市にある私立の通信制の高等学校である。

## 概要
- 専修学校を運営する学校法人鈴木学園が設立した。
- 同法人が運営する厚木高等専修学校との技能連携コースがある。

## 交通
- 小田急線本厚木駅 徒歩30分弱